# Milivoj Bebić
Milivoj Bebić (* 29. August 1959 in Herceg Novi) ist ein ehemaliger jugoslawischer Wasserballspieler. Er gewann mit der jugoslawischen Nationalmannschaft je eine olympische Gold- und Silbermedaille und war einmal Europameisterschaftszweiter.

## Karriere
Milivoj Bebić spielte ab seinem zehnten Lebensjahr Wasserball bei VK POŠK Split, gegen Ende seiner Karriere war er in Italien.
Bebić debütierte im Alter von 17 Jahren in der Nationalmannschaft. Seine erfolgreichste Zeit in der Nationalmannschaft dauerte von 1979 bis 1985. 1979 gewann er in Split den Titel bei den Mittelmeerspielen. 1980 bei den Olympischen Spielen in Moskau siegte die sowjetische Mannschaft vor den Jugoslawen und den Ungarn. Bebić warf insgesamt sechs Tore, davon eins im Spiel gegen die sowjetische Mannschaft. 1981 bei der Europameisterschaft in Split gewann die jugoslawische Mannschaft drei von sieben Spielen und belegte damit den vierten Platz. 1983 siegte Jugoslawien bei den Mittelmeerspielen in Casablanca. 1984 schlossen die Jugoslawen ihre Vorrundengruppe bei den Olympischen Spielen 1984 in Los Angeles als Führendes Team ab. In der Finalrunde gewannen die Jugoslawen alle Spiele mit Ausnahme des Spiels gegen die Mannschaft aus den Vereinigten Staaten, das mit 5:5 endete. Die Jugoslawen erhielten die Goldmedaille wegen des gegenüber dem US-Team besseren Torverhältnisses. Bebić warf 16 Tore, darunter den entscheidenden Treffer zum Ausgleich im Spiel gegen die Gastgeber. Im Jahr darauf verloren die Jugoslawen bei der Europameisterschaft in Sofia nur ihr Auftaktspiel gegen Ungarn, gegen die sowjetische Mannschaft spielten die Jugoslawen Unentschieden. Am Ende siegte die sowjetische Mannschaft vor den Jugoslawen und der deutschen Mannschaft.
Milivoj Bebić warf in 300 Länderspielen 620 Tore. 1982, 1984 und 1985 wurde er vom Fachmagazin Swimming World als Wasserballspieler des Jahres ausgezeichnet.
Nach seiner Karriere als aktiver Spieler wurde Bebić Trainer bei POŠK Split. Er war als Funktionär im kroatischen Wasserballverband sowie im technischen Komitee der FINA tätig. Er ist Träger der Medaille des Ordens des kroatischen Morgensterns. 2013 wurde Milivoj Bebić in die International Swimming Hall of Fame aufgenommen.